# Tesfay Abraha
Tesfay Abraha Habtemariam (Asmara, 3 oktober 1990) is een Eritrees wielrenner die sinds 2013 uitkomt voor MTN-Qhubeka-WCC Africa, de opleidingsploeg van het pro-continentale MTN-Qhubeka.

## Belangrijkste overwinningen
2010
- 5e etappe Ronde van Eritrea

2011
- Afrikaans kampioenschap op de weg, Elite

2013
- Eindklassement Fenkil Northern Red Sea Challenge
- 2e etappe Ronde van Eritrea

Abraha · Beneke · Brown · Debesay · Grmay · J.Janse van Rensburg · R.Janse van Rensburg · Jim · Nel · Niyonshuti · Petrus · Potgieter · Russom · Tewelde · van Niekerk · Venter · Wesemann